# Centro Titanus Elios
Il Centro Titanus Elios è un centro di produzione televisiva con sede a Roma in via Tiburtina 1361 (frazione Settecamini),  di proprietà di Titanus Elios, società nata dalla joint venture tra Titanus S.p.A. e RTI S.p.A. (Mediaset), la quale, oltre a detenere parte della proprietà (30%), è anche il conduttore esclusivo di tutto il centro, dove vengono prodotti i programmi di intrattenimento Mediaset realizzati a Roma.
Presso questi studi vengono registrati tutti i programmi della Fascino PGT (casa di produzione di Maria De Filippi)
È inoltre uno dei 4 centri di produzione Mediaset insieme  al centro di produzione Mediaset di Cologno Monzese, al Centro Safa Palatino e al Technology Operative Center di Segrate.

## Struttura
Il complesso ospita 7 studi, oltre ad una tensostruttura (denominata Studio 8), la torre di trasmissione Mediaset per il Centro-Sud Italia ed Isole (di proprietà della società El Towers con sede a Lissone) e varie sistemazioni esterne, tra cui la struttura dove alloggiano gli allievi della scuola di Amici di Maria De Filippi oltre a piazzali, parcheggi e verde parte a destinazione aziendale e parte agricola.

## Studi e programmi
Studi e programmi dalla stagione televisiva 2024/2025:
- Studio 1 (HD): Avanti un altro!
- Studio 2 (HD): attualmente nessuna produzione
- Studio 3 (HD): Forum
- Studio 4 (HD): C'è posta per te
- Studio 5 (HD): Amici di Maria De Filippi (fase iniziale), Tú sí que vales (parte della semifinale)
- Studio 6 (HD): Uomini e donne
- Studio 7 (HD): attualmente nessuna produzione
- Tensostruttura "Studio 8" (HD): Tú sí que vales, Amici di Maria De Filippi (fase serale), This Is Me

## Programmi realizzati dal CPTV di Roma presso studi televisivi esterni
Studi e programmi dalla stagione televisiva 2024/2025:
- Lumina Studios - Via Macherio, 228/230, Roma: Grande Fratello, The Couple - Una vittoria per due

## Programmi del passato
Negli anni passati il centro ha ospitato Buona Domenica (dalla stagione 2003-2004 alla stagione 2007-2008), La talpa (seconda e terza edizione), le edizioni Mediaset di Italia's Got Talent, La Corrida - Dilettanti allo sbaraglio (le edizioni dal 2002 al 2011), le edizioni de La ruota della fortuna condotte da Enrico Papi, Lo show dei record (terza e quinta edizione), Bring the noise, Pequeños gigantes, Sarabanda (tutte le prime sei edizioni, le prime puntate della settima tra settembre e ottobre del 2003 e le edizioni estive del 2009 e del 2017), la 7ª, 8ª e 9ª edizione di Ciao Darwin e la 5ª edizione (nel 2022) de La pupa e il secchione. Ha ospitato alcune puntate di Pomeriggio Cinque (nel 2022).
Prima di diventare un centro di produzione a uso esclusivo Mediaset, il complesso è stato utilizzato per alcune produzioni di Telemontecarlo, come Il grande gioco del mercante in fiera e Se io fossi Sherlock Holmes.